# عمارت رابلی

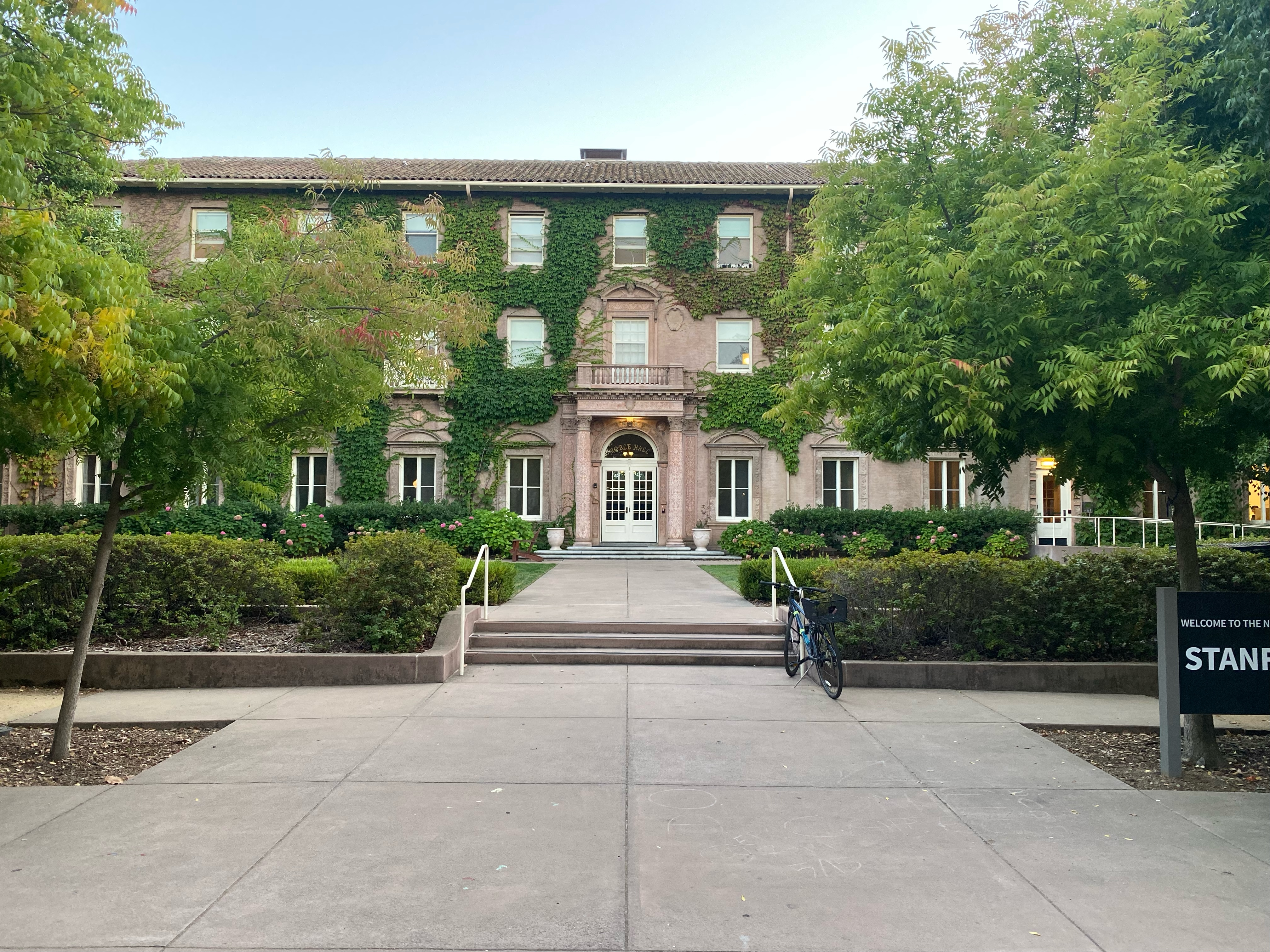
عمارتِ رابلی، اوتِ ۲۰۲۲

عمارتِ رابلی (به انگلیسی: Roble Hall) خوابگاهی در دانشگاهِ استنفورد است که در سالِ ۱۹۱۷ برای بانوانِ دانشجو ساخته شد. نامِ این عمارت برگرفته است از لغتِ اسپانیایی به معنای «بلوط».